# Carabus obsoletus
Carabus obsoletus es una especie de insecto adéfago del género Carabus, familia Carabidae. Fue descrita científicamente por Sturm en 1815.
Habita en Albania, Chequia, Hungría, Polonia, Rumania, Eslovaquia y Ucrania.